# Wistedt (Salzwedel)
Wistedt gehört zur Ortschaft Osterwohle und ist ein Ortsteil der Hansestadt Salzwedel im Altmarkkreis Salzwedel in Sachsen-Anhalt.

## Geographie
Das altmärkische Dorf Wistedt, ein stark nach Süden und Südwesten erweitertes Rundplatzdorf mit Kirche auf dem Platz, liegt 12 Kilometer südwestlich von Salzwedel am Flüsschen Salzwedeler Dumme. Nachbarorte sind Henningen, Osterwohle, Wallstawe und Langenapel.

## Geschichte

### Mittelalter bis Neuzeit
Die erste Erwähnung des Dorfes stammt aus dem Jahre 1279 als villa wizstede. Das Kloster Diesdorf hatte einen Hof im Dorf von Heinrich von Dannenberg gekauft. In 1346 heißt es in einer Urkunde am dorff Wystede. Im Landbuch der Mark Brandenburg von 1375 wird das Dorf als Wistede aufgeführt. Es gab sieben Höfe, vier davon waren wüst. Weitere Nennungen sind 1687 Wistede und 1804 Wistedt.

### Eingemeindungen
Ursprünglich gehörte das Dorf zum Salzwedelischen Kreis der Mark Brandenburg in der Altmark. Zwischen 1807 und 1813 lag es im Kanton Diesdorf auf dem Territorium des napoleonischen Königreichs Westphalen. Ab 1816 gehörte die Gemeinde zum Kreis Salzwedel, dem späteren Landkreis Salzwedel.
Die Gemeinde Wistedt wurde am 25. Juli 1952 in den neu errichteten Kreis Salzwedel eingegliedert und am 1. Oktober 1972 nach Osterwohle eingemeindet. Damit gehörte der Ortsteil Wistedt bis Ende 2009 zur eigenständigen Gemeinde Osterwohle und war Mitglied der Verwaltungsgemeinschaft Salzwedel-Land. Seit der Eingemeindung von Osterwohle nach Salzwedel am 1. Januar 2010 gehört Wistedt als Ortsteil zur Stadt Salzwedel und zur gleichzeitig neu gebildeten Ortschaft Osterwohle.

### Einwohnerentwicklung

#### Gemeinde
| Jahr | Einwohner |
| ---- | --------- |
| 1734 | 051       |
| 1774 | 062       |
| 1789 | 087       |
| 1798 | 086       |
| 1801 | 087       |
| 1818 | 120       |
| 1840 | 160       |
| 1864 | 181       |
| 1871 | 192       |
| 1885 | 190       |

| Jahr | Einwohner |
| ---- | --------- |
| 1892 | [0]184    |
| 1895 | 173       |
| 1900 | [0]170    |
| 1905 | 184       |
| 1910 | [0]209    |
| 1925 | 198       |
| 1939 | 170       |
| 1946 | 251       |
| 1964 | 162       |

Quelle, wenn nicht angegeben, bis 1946:

#### Ortsteil
| Jahr | Einwohner |
| ---- | --------- |
| 2014 | [00]100   |
| 2015 | [00]106   |
| 2020 | [00]106   |
| 2021 | [00]108   |
| 2022 | [00]103   |
| 2023 | [0]106    |

## Religion
Die evangelische Kirchengemeinde Wistedt, die früher zur Pfarrei Osterwohle gehörte, wird heute betreut vom Pfarrbereich Osterwohle-Dähre im Kirchenkreis Salzwedel im Bischofssprengel Magdeburg der Evangelischen Kirche in Mitteldeutschland.
Die ältesten überlieferten Kirchenbücher für die Pfarrei Osterwohle stammen aus dem Jahre 1666.
Die katholischen Christen gehören zur Pfarrei St. Laurentius in Salzwedel im Dekanat Stendal im Bistum Magdeburg.

## Kultur und Sehenswürdigkeiten
- Die evangelische Dorfkirche Wistedt ist ein kleiner Feldsteinbau aus dem 15. Jahrhundert. Sie ist eine Filialkirche der Kirchengemeinde in Osterwohle.[13]
- In Wistedt steht ein Denkmal für die Gefallenen des Ersten und Zweiten Weltkrieges, ein quadratisches Steindenkmal auf einem Feldsteinsockel, oben mit Kugel und Adler mit ausgebreiteten Schwingen.[17]